# Inter-AM 1967
La temporada de 1967 de la Inter-AM, anomenada oficialment 1967 Inter-AM series, fou la 1a edició d'aquest campionat, organitzat per l'importador de Husqvarna als Estats Units, Edison Dye. El calendari oficial constava de 6 proves puntuables, celebrades entre el 29 d'octubre i el 10 de desembre.
Torsten Hallman fou el vencedor del torneig malgrat haver-hi aconseguit només dues victòries absolutes, enfront les set de Joël Robert. Dave Bickers, amb dues victòries, i Roger De Coster, amb una, van ser els altres europeus més reeixits al llarg de les sis proves puntuables.

## Rondes
Fonts:
| Ronda | Data           | Lloc                      | 250cc           | 250cc       | 500cc           | 500cc       |
| Ronda | Data           | Lloc                      | Guanyador       | Motocicleta | Guanyador       | Motocicleta |
| ----- | -------------- | ------------------------- | --------------- | ----------- | --------------- | ----------- |
| 1     | 29 d'octubre   | Pepperell (Massachusetts) | Dave Bickers    | ČZ          | -               | -           |
| 2     | 5 de novembre  | Wichita (Kansas)          | Joël Robert     | ČZ          | Joël Robert     | ČZ          |
| 3     | 12 de novembre | Simi Valley (Califòrnia)  | Joël Robert     | ČZ          | Roger De Coster | ČZ          |
| 3     | 12 de novembre | Simi Valley (Califòrnia)  | Joël Robert     | ČZ          | Torsten Hallman | Husqvarna   |
| 4     | 19 de novembre | Castaic (Califòrnia)      | Torsten Hallman | Husqvarna   | Dave Bickers    | ČZ          |
| 5     | 26 de novembre | Los Angeles (Califòrnia)  | Joël Robert     | ČZ          | Joël Robert     | ČZ          |
| 6     | 10 de desembre | Dehesa (Califòrnia)       | Joël Robert     | ČZ          | Joël Robert     | ČZ          |